# (18992) Katharvard
(18992) Katharvard (2000 RK40) – planetoida z pasa głównego asteroid okrążająca Słońce w ciągu 5,16 lat w średniej odległości 2,98 j.a. Odkryta 3 września 2000 roku.